# Nimlot A
Đối với những người có cùng tên gọi, xem Nimlot.
Nimlot A là một Đại thủ lĩnh của người Meshwesh sống vào giai đoạn cuối của thời kỳ Vương triều thứ 21 trong lịch sử Ai Cập cổ đại. Ông chủ yếu được biết đến nhờ vào việc là cha của người sáng lập nên Vương triều thứ 22, pharaon Shoshenq I.

## Tiểu sử
Nimlot A là một người con trai của Đại thủ lĩnh của người Meshwesh tên là Shoshenq A với Mehetenweskhet A, sau được tôn làm thái hậu dưới thời con trai là pharaon Osorkon Già. Do đó, Nimlot là anh em ruột với vua Osorkon Già, và ông đã tập tước Đại thủ lĩnh từ người cha.
Người vợ được biết đến của Nimlot là Tenetsepeh A. Cả hai có với nhau ít nhất một người con trai tên là Shoshenq B, người sau đó đã trở thành pharaon (tức Shoshenq I). Nhờ vào điều này, Nimlot và Tentsepeh đã được tôn phong danh hiệu Cha của các thần và Mẹ của các thần. Có khả năng, Nimlot và Tentsepeh còn có thêm một người con gái, là Mehetenweskhet B, người đã kết hôn với Đại tư tế của Ptah Shedsu-nefertum.
Khi Nimlot A qua đời, Shoshenq B đã kế thừa tước hiệu Đại thủ lĩnh của cha mình (trước khi Shoshenq lên làm vua). Shoshenq B đã được pharaon Psusennes II cho phép dựng tại Abydos một bản khắc dành riêng cho việc vinh danh người cha của mình, Nimlot A. Nimlot A và Tentsepeh A còn được đề cập tới trong một bản phả hệ gián tiếp trên tấm bia của Pasenhor, một hậu duệ xa xôi của họ.